# Ørby (Syddjurs Kommune)
 For alternative betydninger, se Ørby. (Se også artikler, som begynder med Ørby)
Ørby er en landsby på Helgenæs, der er en halvø beliggende syd for Mols Bjerge og Djursland. Landsbyen er beliggende på den sydvestlige del af Helgenæs.
Umiddelbart vest for landsbyen findes Ørby Klint, som blev fredet i 1964.